# Omega Diatribe
Az Omega Diatribe egy poliritmikus groove metal-t játszó zenekar Budapestről.

## Története
A zenekart Hájer Gergő (ex-SyCo I) és Szathmáry Ákos (ex-Blindfold) alapította 2008-ban. A fő elképzelés az volt, hogy egy szélsőséges, zord, mélyre hangolt metal zenét kreáljanak, poliritmikus elemekkel. Akkoriban Nagy Jeromos ült a doboknál, aki szintén a SyCo I zenekar soraiból volt ismerhető. A trió ebben a formációban ismerkedett a tört ütemekkel és kereste a megfelelő zenésztársakat 2010-ig, amikor a zenekarból kiszállt a dobos, Nagy Jeromos. A helyére a Hordából ismert Metzger Dávid érkezett, második gitáros posztra pedig Császár Attila a Stopytból. A négyes továbbra is a megfelelő énekest kereste a zenekarba, még névtelenül. 2011-ben a zenekar jó barátja, Schrottner Tamás (Ektomorf) által megismerték Komáromi Gergelyt, akiben megtalálták a hiányzó láncszemet a zenekarhoz, ekkora született meg az Omega Diatribe.
2012 végén/2013 elején a zenekar 3 demo számot publikált, ami meglepő érdeklődést eredményezett a metal zenét hallgatók körében. 2 év kemény munka eredménye ként 2013. október 21-én megjelent a debütáló nagylemezük, IAPETUS címmel. A lemez szerzői kiadásban jelent meg, mely később a francia La Bam Prod. kiadó gondozásába került. A korong munkálatairól tudni kell, hogy a zenekar teljes egészében önállóan készítette el a saját stúdiójukban, ami 515 STUDIO-ként szerepel a köztudatban. A Mix & Masteringért a zenekar gitárosa, Hájer Gergő felelt, míg a borító tervért Metzger Dávid.
Az IAPETUS hatására a zenekar egyre nagyobb népszerűségnek örvend külföldön is, Magyarországon pedig a 2. helyezést érte el az év bemutatkozó lemeze kategóriában a HangSúly zenei díj szavazásán. Folyamatos koncertezések után, a zenekar útjai külön válnak Metzger Dávid, dobostól.
Az incidens után, mondhatni rögtön lehetősége nyílt a zenekarnak együtt működni az amerikai Kevin Talleyvel, aki a dobsávért felelt a legfrissebb szerzeményükben, a Hydrozoan Periods-ban, ami 2014. június 16-án jelent meg online. A kooperációt folytatta a zenekar az amerikai ütőssel, ami egy friss EP-t eredményezett Február 26.-án Abstract Ritual címmel. Az új korong egy még biztosabb pozíciót biztosított a zenekarnak a magyar metal színtéren. Közben megtalálták a fix dobost is, Kiss Tamás személyében. 2015 nyarán a zenekar aláírt egy szerződést az amerikai Independent Ear Records-szal, akik által a tengerentúlon is elérhetőek a zenekari kiadványok.
2016 elején a zenekar kiadott egy új dalt, ami Contrist névre hallgat. A felvételek egy része és a végső keverés ezúttal a SuperSize Recordings-nál készült, Horváth Attila (Subscribe) vezetésével. A zenekar 2017. augusztus 20-án jelentette be hivatalos facebook oldalán, hogy megvált Komáromi Gergely énekestől, akit a Sleepless frontembere, Lucsányi Milán vált.
2018 áprilisában megjelent a zenekar harmadik lemeze Trinity címmel, aminek a végső keveréséért a dán producer, Tue Madsen felelt az Antfarm Stúdióban. A korong világszerte megjelent fizikálisan és digitálisan egyaránt a Metal Scrap Records szárnyai alatt.
A 2019-es HangSúly Zenei Díjon a zenekar két díjat is bezsebelt, mégpedig az 'Év koncert zenekara' valamint, az 'Év stúdióprodukciója' díjat. A nyáron tagcsere történt az Omega Diatribe soraiban, Kiss Tamás helyét Szpuszenik Richárd vette át a dobok mögött.
2020. szeptember 4-én megjelent a zenekar negyedik stúdiólemeze Metanoia címmel, melyen a neves svéd producerrel Jens Bogrennel dolgoztak együtt és az ukrán Metal Scrap Records szárnyai alatt látott napvilágot Európában, az Egyesült Királyságban, Japánban és az Egyesült Államokban egyaránt. 2021. első napjaiban jelentette be a zenekar a Music Backstage portálnak adott interjúban, hogy megváltak addigi dobosuktól, és Szabó Dániel (ex-Ektomorf, Bloody Roots) került be az együttesbe.
2022. szeptember 16-án megjelent a zenekar exkluzív 'My Sphere' címet viselő EP-je a Metal Scrap Records gondozásában, amivel a zenekar aktív tizedik évét ünneplik.
Váratlan fordulattal indítja a 2023-as évet a budapesti extrém groove metal csapat, hiszen két tag is lecserélődött a zenekarban, mégpedig Höflinger Tamás gitáros, aki durván hat évet húzott le a bandában, valamint Szabó Dániel dobos, aki 2 évig ütötte a bőröket az együttesben. A helyükre Kelemen János gitáros, valamint Gróf Adolf igazolt le. 

## Tagok
Jelenlegi felállás
- Lucsányi Milán - ének (2017-napjainkig)
- Hájer Gergő - gitár, vokál (2008-napjainkig)
- Höflinger Tamás - gitár, vokál (2017-napjainkig)
- Szathmáry Ákos - basszusgitár (2008-napjainkig)
- Szabó Dániel - dob (2021-napjainkig)

Korábbi tagok
- Komáromi Gergely - ének (2011-2017)
- Metzger Dávid - dob (2010-2014)
- Nagy Jeromos - dob (2008-2010)
- Császár Attila - gitár (2010-2017)
- Kiss Tamás - dob (2014-2019)
- Szpuszenik Richárd - dob (2019-2020)

## Diszkográfia
Stúdióalbumok
- 2013 - Iapetus
- 2015 - Abstract Ritual (EP)
- 2018 - Trinity
- 2020 - Metanoia
- 2022 - My Sphere (EP)

Egyéb kiadványok
- 2012 - Forty Minutes (demo)
- 2014 - Hydrozoan Periods (maxi)
- 2016 - Contrist (maxi)
- 2019 - Baby's Got A Temper [The Prodigy cover] (maxi)
- 2021 - You Can't Save Me (maxi)

## Klipek
- Unshadowed Days (2014)
- Contrist (2016)
- Hydrozoan Periods (2016)
- Divine Of Nature (2018)
- Souls Collide (2018)
- Chain Reaction (2018)
- Trinity (2019)
- Baby's Got A Temper [The Prodigy cover] (2019)
- Parallel (2020)
- Mirror Neuron (2020)
- You Can't Save Me (2021)
- My Sphere (2022)